# Maientännig
Das Naturschutzgebiet Maientännig liegt im Landkreis Weimarer Land in Thüringen. Es erstreckt sich südlich des Kernortes der Gemeinde Kranichfeld. Westlich und nördlich des Gebietes verläuft die B 87.

## Bedeutung
Das 80,5 ha große Gebiet mit der NSG-Nr. 052 wurde im Jahr 1961 unter Naturschutz gestellt. 